# Тропичен листен скакалец
Тропичните листни скакалци (Siliquofera grandis) са вид насекоми от семейство Дървесни скакалци (Tettigoniidae).
Срещат се на остров Нова Гвинея и в съседните части на Австралия.